# Circo de los Altares

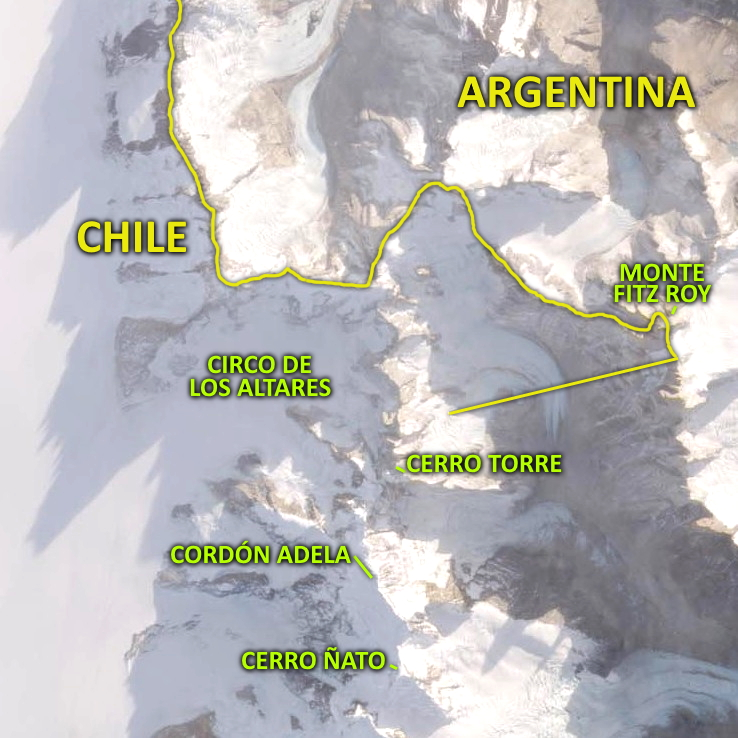
Karte des Gebietes mit der derzeit von beiden Ländern festgelegten Grenze

Der Circo de los Altares ist eine Talkessel der patagonischen Anden im Südlichen Patagonischen Eisfeld, an dessen Westseiten der Berg Torre und der Berg Fitz Roy zu sehen sind. Es befindet sich innerhalb des Streitgebiet zwischen Chile und Argentinien, wobei die Grenze im nördlichen Bereich des Geländes festgelegt wurde.
Es befindet sich innerhalb des Nationalpark Bernardo O’Higgins in der Region von Magallanes und Chilenischer Antarktis und im argentinischen Teil (umstritten) im Nationalpark Los Glaciares in der Provinz Santa Cruz.
Die Touren dorthin beginnen in der argentinischen Stadt El Chaltén und führen über den Paso Marconi bis zur Fundstelle. Touren werden auch von der chilenischen Stadt Villa O’Higgins aus angeboten.
Östlich der Torre-Gebirgskette befindet sich die Naturgebiet Chaltén-Gebirgskette, die ebenfalls Teil des Nationalpark Bernardo O’Higgins ist.
Im Jahr 2021 kam es zu einer Kontroverse, da CONAF (aus Chile) eine Kuppel an dem Ort installierte, deren südlicher Teil von beiden Ländern beansprucht wird.

## Berge
Die folgenden Berge sind Teil der Szenerie:
- Berg Rincón
- Berg Domo Blanco
- Berg Fitz Roy
- Berg Standhardt
- Punkt Herón
- Torre Egger
- Berg Torre
- Berg Adela Norte

## Internationale Grenze
Die argentinisch-chilenische Grenze in diesem Gebiet wurde mit dem Schiedsspruch von 1994 bezüglich der Laguna del Desierto festgelegt, die nördlich des Circo de los Altares vorbeiführt und damit Teil des einzigen chilenischen Passes zum Berg Fitz Roy ist. Die Grenze vom Süden des Berges Fitz Roy bis zu einer Zwischenzone in Richtung des Cerro Torre-Gebirges im Westen wurde in Abschnitt B des Abkommen von 1998 über das Südpatagonische Eisfeld festgelegt, wobei die Punkte A und B exakte Koordinaten haben. In demselben Abkommen wurde eine Zone festgelegt, in der die Demarkation noch aussteht und in der sich das Gebiet befindet.
In der argentinischen Kartographie, die vor dem Abkommen von 1998 erstellt wurde und derzeit in diesem Land verwendet wird, wird der südliche Teil des Circo de los Altares als argentinisch bezeichnet, während der nördliche Teil zu Chile gehört.
Die chilenische Kartographie aus der Zeit vor dem Abkommen von 1998 hingegen beansprucht das gesamte Gebiet, wobei die internationale Grenze das Adela-Gebirge bis zu dem Teil ist, der zum Fitz Roy führt.
In einem Protokoll vom 1. Oktober 1898 einigten sich der chilenische Experte Diego Barros Arana und der argentinische Experte Francisco Pascasio Moreno auf die Festlegung der Grenze im Bereich des südlichen patagonischen Eisfeldes, die anhand der folgenden Gebirgsmarken und ihrer natürlichen Kontinuität bestimmt wurde: Fitz Roy, Torre, Huemul, Campana, Agassiz, Heim, Mayo und Stokes. Der Circo de los Altares liegt westlich der von den beiden Sachverständigen definierten Linie und gilt somit als chilenisches Gebiet im Sinne dieser Linie.